# الأوسمة السياسية للحزب النازي
كانت الأوسمة السياسية للحزب النازي ميداليات وجوائز صادرة عن حزب العمال الألماني الاشتراكي الوطني (NSDAP) بين 1920 و1945م. تمت الموافقة جوائز السياسية لارتدائها على أي زيللقوات شبه العسكرية لألمانيا النازية، وكذلك المدنيين. ارتدى أفرد فافن إس إس بحرية الجوائز السياسية والأوسمة العسكرية على زيهم الرسمي. 
اعتبرت الأوسمة المدنية أدنى ترتيب للميداليات، بعد الأوسمة العسكرية والأوسمة السياسية للحزب النازي. تم السماح بالديكورات المدنية لعرضها على الملابس المدنية والزي العسكري شبه العسكري للحزب النازي ؛ ومع ذلك، غالبًا ما كان ارتداءهم محظورًا على الزي العسكري النشط في الخدمة في الفيرماخت؛ وكان الاستثناء الملحوظ لذلك هو الشارات الرياضية التي مُنحت نفس وضع جوائز التأهيل العسكري. 

## الأوسمة السياسية
كانت درجات زخارف الحزب النازي المختلفة على النحو التالي: 
| النظام الألماني ( مُنحت بالسيوف وبدونها ) |
| ---------------------------------------- |
|                                          |

| شارة الحزب الذهبية | وسام الدم |
| ------------------ | --------- |
|                    |           |

## شارات الحزب
- شارة كوبورغ
- شارة يوم حزب نورمبرغ (1929)
- برونزويك رالي بادج (1931)
- Frontbann شارة
- Danzig Cross (مُنحت في الدرجة الأولى والثانية)
- جائزة الحزب النازي  للخدمة الطويلة: تمنح في ثلاث درجات ؛ مُنحت لمدة 10 و15 و25 سنة من الخدمة
- تكريم شيفرون للحرس القديم  عين أولئك الذين انضموا إلى الحزب قبل أن يصبح هتلر مستشارًا تم ارتداؤه على الكم الأيمن.
- شارة خوذة المحاربين القدامى التذكارية: للعضوية في الخوذة الحديدية، رابطة جنود الجبهة.

## زخارف الإس إس والشرطة
- إس إس شيفرون للشرطة والعسكريين السابقيين
- يتم تشغيل عضوية SS لشرطة النظام
- جائزة SS Long Service
- جائزة الشرطة الطويلة في الخدمة
- خاتم Totenkopf
- سيف الشرف السيف
- SS Julleuchter
- SS Zivilabzeichen

## جوائزالصليب الأحمر
- وسام الصليب الأحمر الألماني (مُنح في أربع فئات)
- وسام الصليب الأحمر